# Все мои сыновья (фильм)
«Все мои сыновья» (англ. All My Sons) — американский драматический фильм режиссёра Ирвинга Рейса, который вышел на экраны в 1948 году.
Фильм поставлен по одноимённой пьесе Артура Миллера 1946 года. Фильм рассказывает об успешном предпринимателе в небольшом городке на Среднем Западе США Джо Келлере (Эдвард Г. Робинсон), который во время Второй мировой войны ради спасения своего бизнеса осуществил поставку со своего завода бракованных деталей для самолётов, в результате чего несколько разбилось, а пилоты погибли. Когда несколько лет спустя информация об этом доходит до его сына (Берт Ланкастер), который всегда считал отца порядочным человеком, между ними возникает конфликт, приводящий к тому, что Джо кончает жизнь самоубийством.
Несмотря на то, социальная острота пьесы Миллера в фильме заметно снижена, по мнению критиков, он всё равно производит сильное впечатление обличением военного спекулянта, преступным образом разбогатевшего на военных заказах, а также постановкой таких моральных вопросов, как ответственность человека перед семьёй и обществом.

## Сюжет
Действие происходит через год после окончания Второй мировой войны в небольшом городке в штате Иллинойс на Среднем Западе. Крис Келлер (Берт Ланкастер), который недавно вернулся после службы в армии, решает поговорить о своём будущем с отцом Джо Келлером (Эдвард Г. Робинсон), хозяином крупнейшего предприятия в городе и одним из самых уважаемых горожан. Крис заявляет отцу, что собирается жениться на своей школьной подруге Энн Дивер (Луиза Хортон) и переехать жить вместе с ней в Чикаго. Джо, который рассчитывал, что созданный им механический завод со временем перейдёт в управление Криса, расстроен подобными планами. Джо также тревожит то обстоятельство, что Энн была помолвлена с Ларри, старшим братом Криса, который на войне служил лётчиком. Более трёх лет назад Ларри был объявлен без вести пропавшим и считается погибшим, однако Кейт (Мади Кристианс), жена Джо и мать Ларри, отказывается смириться с этим фактом. Соответственно, она плохо воспримет новости о том, что Крис собирается жениться на невесте своего брата.
Тем же днём Энн приезжает из Чикаго, и с вокзала её привозит к Келлерам их сосед, доктор Сэм Бэйлисс (Ллойд Гоф). Жена доктора Сью (Арлин Френсис) спрашивает Энн об её отце Хербе Дивере (Фрэнк Конрой), который в своё время был деловым партнёром Джо. Во время войны завод Джо и Херба в рамках государственного военного заказа поставлял оборудование для армейских самолётов. В результате того, что завод поставил бракованное оборудование, 21 самолёт разбился на тихоокеанском фронте. Состоялся суд, однако Джо был оправдан. Херб же был признан виновным в том, что санкционировал поставку оборудования, зная про брак. Вечером Джо ведёт семью в ресторан, чтобы отметить возвращение Энн. Во время ужина к их столику подходит сильно выпившая военная вдова миссис Хэмилтон, которая называет Джо убийцей. По возвращении домой Джо журит Энн за то, что вместо того, чтобы признать вину своего отца и продолжать жить в родном городе, она уехала в Чикаго. Она отвечает, что первоначально писала отцу каждый день, но когда узнала о смерти Ларри, перестала ему писать. Затем Крис и Энн на машине отправляются в прогулку, в ходе которой Крис признаётся ей в любви и делает предложение. Энн его принимает, выражая при этом озабоченность по поводу того, как к этому отнесётся Кейт. Во время их отсутствия Джордж (Говард Дафф), старший брат Энн, звонит сестре по телефону в дом Келлеров. Джордж, который стал адвокатом, только что посетил отца в тюрьме в Спрингфилде и теперь хочет поговорить с сестрой. Этот звонок тревожит Джо и Кейт, так как Херб всегда настаивал на том, что именно Джо виновен в поставке бракованного оборудования.
На следующий день, после того, как Энн уезжает на станцию, чтобы встретить Джорджа, Кейт переживает по поводу того, что Джордж нашёл основания заново открыть дело против Джо. Во время отсутствия Энн, соседка Сью между прочим говорит Крису, что весь город уверен в том, что Джо перехитрил Херба и все считают виновным именно Джо. Это шокирует Криса, так как он никогда не сомневался в версии событий своего отца. Прибыв в дом Келлеров, Джордж настаивает на том, чтобы Энн немедленно вернулась в Чикаго вместе с ним, и отказывается дать согласие на её брак с Крисом. Заметно, что Джордж убеждён в том, что Джо дал следствию ложные показания, и что Херб невиновен. Кейт напоминает ему о долгой дружбе между их семьями, о том, что с малых лет после смерти его матери воспитывала Джорджа как собственного сына, и уговаривает его остаться на ужин. Во время ужина Джо вспоминает, что у Херба всегда были трудности с тем, чтобы принять на себя ответственность, а затем подробно рассказывает, как много и упорно он работал, чтобы создать завод и превратить его в столь значимое предприятие. Когда Джо в какой-то момент мимоходом замечает, что за всю свою трудовую деятельность не пропустил ни одного рабочего дня по болезни, Джордж спрашивает его о том дне, когда Джо единственный раз не пришел на завод. Это был как раз тот самый день, когда было отправлено бракованное оборудование. Когда Джо колеблется с ответом, Крис начинает впервые сомневаться в своём отце. Джордж не может вынести того, что Джо и Кейт пытаются заставить его усомниться в невиновности отца. Он срывается с места, и Энн, несмотря на протесты Криса, после некоторых колебаний уходит вместе с братом.
Решив во всём разобраться самостоятельно, Крис приезжает к Хербу в тюрьму. По его просьбе Херб рассказывает о том, что происходило на заводе в период производства и поставки бракованного оборудования. Получив крупный военный контракт от правительства, Джо заставил завод работать 24 часа в сутки, и чтобы ускорить производство, снизил качество некоторые применяемых материалов. Лишь после того, как большая часть цилиндров уже была произведена, тестирование показало, что сталь слишком тонкая и не может выдерживать необходимые нагрузки. Когда Херб сообщил об этом Джо, тот заявил, что они обязаны выполнять свои контракты в установленные сроки, и что исправление брака приведет к банкротству их завода. Джо предложил придерживаться линии, что если с оборудованием возникнут проблемы, они заявят, что не знали о неисправности. На следующий день, когда должна произойти отгрузка оборудования, Джо сказался больным. Когда прибывшие представители Вооружённых сил потребовали произвести отгрузку, Херб связался по телефону с Джо, который поручил ему осуществить поставку, заявив, что возьмёт всю ответственность на себя. Херб дал согласие на поставку, однако на последующем суде Джо не признал своих слов. В результате Херб был признан единственным виновным и получил тюремный срок.
Энн возвращается в дом к Келлерам, сообщая Кейт, что она намерена выйти замуж за Криса. Кейт однако по-прежнему убеждена в том, что у Энн не должна этого делать, так как нет подтверждения относительно смерти Ларри. Тогда Энн показывает ей письмо от Ларри, которое тот написал непосредственно перед своим последним боевым вылетом. Прочитав письмо, Кейт умоляет Энн не показывать его Джо. После разговора с Хербом Крис едет за Джо, который еженедельно играет в покер с друзьями, составляющими элиту города. Оставшись с отцом наедине, Крис требует, чтобы тот объяснил версию событий Херба. Джо заявляет, что у него не было другого выхода, кроме как осуществить поставку, так как всё состояние их семьи, которое он создавал всю свою жизнь, было вложено в завод. В ужасе от слов отца Крис бьёт Джо и убегает.
Позднее тем же вечером, когда Кейт и Джо сидят в ожидании возвращения Криса, Кейт умоляет Джо признать свою ошибку. Джо настаивает на оправданности своих действий, так как он защищал свою семью. Энн отправляется на поиски Криса, обнаруживая его в том самом месте на городском холме, где он сделал ей предложение. Крис подтверждает вину Джо, но настаивает на том, что его отец искренне не понимает всей серьёзности последствий своих действий. Тогда Энн даёт Крису письмо Ларри, и, прочитав его, Крис возвращается домой, чтобы разобраться с отцом. Когда Крис, встав перед Джо, начинает читать письмо ему вслух, Кейт безуспешно пытается остановить сына. В письме Ларри пишет, как прочитал о том, что из-за изготовленного на заводе бракованного оборудования погибли лётчики, и что за это Джо и Херб привлечены к суду. Ларри пришёл к выводу, что не сможет перенести предательский поступок Джо, и стыд за позорный поступок отца толкает его на то, чтобы не вернуться с очередного задания. Джо признаёт, что всегда знал, что виновен в том числе и в смерти Ларри, и сейчас он понимает, что все те, кто погиб, были в равной степени его сыновья. Джо уходит в свою комнату и стреляется. Несколько дней спустя Крис и Энн уезжают в Чикаго, и Кейт благословляет их.

## В ролях
- Эдвард Г. Робинсон — Джо Келлер
- Берт Ланкастер — Крис Келлер
- Луиза Хортон — Энн Дивер
- Мади Кристианс — Кейт Келлер
- Фрэнк Конрой — Херб Дивер
- Говард Дафф — Джордж Дивер
- Ллойд Гоф — Джим Бэйлисс
- Арлин Френсис — Сью Бэйлисс
- Гарри Морган — Фрэнк Льюби
- Элизабет Фрейзер — Лидия Льюби
- Чарльз Мередит — Эллсворт (в титрах не указан)

## Создатели фильма и исполнители главных ролей
К середине 1940-х годов Артур Миллер уже добился успеха как театральный драматург, однако именно пьеса «Все мои сыновья» принесла ему первый крупный успех на бродвейской сцене, завоевав несколько почётных театральных наград, в том числе премию «Тони» как лучшему автору. Это также была первая пьеса Миллера, по которой был поставлен фильм. Позднее по пьесам Миллера неоднократно делались художественные фильмы и телепрограммы, среди них «Смерть коммивояжёра» (1951), «Цена» (1969), «Враг народа» (1978) и «Суровое испытание» (1996). Миллер написал непосредственно для кино сценарий фильма «Неприкаянные» (1961), в котором, в частности, сыграли его тогдашняя жена Мерилин Монро, Кларк Гейбл и Монтгомери Клифт.
Постановку фильма осуществил Ирвинг Рейс, известный по таким фильмам, как «Катастрофа» (1946), «Холостяк и девчонка» (1947) и «Очарование» (1948). В 1953 году Рейс скончался от рака в возрасте 47 лет.
Главные роли в фильме сыграли популярные в то время актёры Эдвард Г. Робинсон и Берт Ланкастер. Так, Робинсон был известен по многим фильмам, среди них «Маленький Цезарь» (1931), «Кид Галахэд» (1937), «Двойная страховка» (1944), «Женщина в окне» (1944) и «Чужестранец» (1946). Дебютировавший в кино в 1946 году, Берт Ланкастер успел сыграть в таких фильмах, как «Убийцы» (1946), «Грубая сила» (1947), «Ярость пустыни» (1947) и «Я всегда одинок» (1947).
Этот фильм стал экранным дебютом для театральной актрисы Луизы Хортон и одной из последних киноработ актрисы Мади Кристианс, которая умерла в 1951 году в возрасте 59 лет.
Как отмечает историк кино Роб Никсон, фильм пришёлся примерно на середину длительной карьеры Расселла Метти, «признаваемого одним из выдающихся кинооператоров Голливуда». Лента вышла на экраны примерно через десять лет после работы оператора над эксцентричной комедией Говарда Хоукса «Воспитание крошки» (1938) и за двенадцать лет до его принёсшей «Оскар» операторской работы над фильмом «Спартак» (1960). Метти, по словам Никсона, «привнёс в эту картину загадочную чёрно-белую игру света и тени, которая столь успешно была незадолго до того использована им в фильме Орсона Уэллса „Чужестранец“ (1946)». Позднее в своей карьере Метти обеспечил потрясающий визуальный ряд в формате Technicolor фильмам Дугласа Сирка «Всё, что дозволено небесами» (1955) и «Слова, написанные на ветру» (1956), прежде чем вернутся к жёсткой светотени фильма «Печать зла» (1958), который стал его второй совместной работой с Уэллсом.

## История создания фильма
Как пишет Роб Никсон, пьеса Миллера «Все мои сыновья» на протяжении 1947 года выдержала на Бродвее 328 представлений. Сам Миллер был удостоен за неё премии «Тони» как за лучшую пьесу, режиссёр Элиа Казан также получил «Тони» за лучшую постановку. По итогам театрального сезона 1946—1947 годов пьеса также была удостоена премии Общества театральных критиков Нью-Йорка. По словам Никсона, пьеса Миллера «использовала личную трагедию семьи как обвинение капитализму, утверждая, что социально-экономическая структура, которая способна мириться с такой алчностью и коррупцией, страдает серьёзными изъянами». Зная это, за производством фильма установили тщательное наблюдение ФБР и Комитет по расследованию антиамериканской деятельности, который уже приступил к очищению Голливуда от тех, кого считали коммунистами и симпатизирующими им.
Осенью 1947 года, когда съёмки были в самом разгаре, информатор передал в ФБР сценарий фильма. Продюсер и сценарист Честер Эрскин к тому времени уже «сместил акцент истории Миллера с критики американской системы в целом в сторону более узкой драмы об алчности одного конкретного человека». Тем не менее ФБР под влиянием подстрекательской стати в «Ньюсвик», в которой утверждалось, что политически либеральный Робинсон «неоднократно был замечен в коммунистически рядах», выпустило внутренний отчёт, в котором называла фильм «Все мои сыновья» «открытой атакой» на семью, а также «отвратительным и откровенно коллективистским». Как далее пишет Никсон, примерно в то же время группа кинопрофессионалов, объединившихся в Комитет за первую поправку, собрала более 300 подписей под петицией, опубликованной в «Голливуд репортер», в которой слушания в Комитете по расследованию антиамериканской деятельности были названы «морально порочными» и «противоречащими основополагающим принципам нашей демократии». Письмо подписали Ланкастер, Робинсон и многие другие актёры фильма.
Как в этой связи, как написал в марте 1948 года кинообозреватель «Нью-Йорк таймс» Босли Краузер, «в свете недавнего расследования Конгрессом деятельности Голливуда, которое показало среди прочего крайнюю осторожность высших эшелонов, контролирующих кинопроизводство, не удивительно, что театральная пьеса „Все мои сыновья“ должна была подвергнуться крупным изменениям при перенесении на экран». Как далее пишет Краузер, «пьеса, как мы её понимаем, заняла чёткую и безошибочную позицию, что есть что-то ужасно прогнившее в системе, которая допускает получение огромных прибылей на войне. Показывая в финале крах человека, который сделал личное состояние на продаже бракованных изделий Военно-воздушным силам, как трагедию, в результате которой погибли молодые лётчики, пьеса ясно указывала на то, что надо обвинять в этом не только одного человека, но и всю общественную структуру, которая терпит и даже поощряет частную алчность». Однако, как отмечает критик, «это довольно смелая идея, и, если ее немного расширить, она может свидетельствовать о том, что в капиталистической системе есть недостатки, что, конечно, было бы откровенной изменой. И потому, работая над пьесой, Честер Эрскин очень аккуратно изъял — нет никаких сомнений, что это было сделано по указанию свыше — любые такие общие намёки и свёл обвинительный характер драмы к алчности и ограниченности одного человека».
Согласно информации «Голливуд репортер», фильм должен был сниматься на натуре в Санта-Розе, Калифорния, но из-за плохой погоды значительную часть уличных сцен пришлось снимать в студийном павильоне.
В качестве завода Джо Келлера в фильме был показан завод Western Stove Company в Калвер-Сити, Калифорния, а с тяжёлыми машинами и станками в фильме работают настоящие заводские рабочие.

## Другие фильмы по пьесе Миллера
Позднее по пьесе Миллера «Все мои сыновья» были поставлены два фильма для телевидения, первый вышел в 1955 году, а второй — 1986 году. В фильме 1986 года роли отца и сына Келлеров сыграли соответственно Джеймс Уитмор и Айдан Куинн. Как отмечает Никсон, «эта версия по тональности и содержанию была значительно более верной оригиналу», чем фильм 1949 года.

## Оценка критики

### Общая оценка критики
Как отметил Босли Краузер с своей рецензии на фильм, опубликованной в «Нью-Йорк таймс», даже в своей «ограниченной форме фильм всё равно наносит довольно ошеломляющий правый хук в челюсть военного спекулянта», и «благодаря отличной игре Эдварда Г. Робинсона действительно раскрывает его характер». По словам Краузера, «с драматической точки зрения фильм рассказывает историю сдержанно, но сильно в эмоциональном плане, о человеке, который не может понять ужасность своей социальной безответственности, который думает, что до тех пор, пока он „делает это для семьи“ и ему это сходит с рук, то всё в порядке». Как полагает критик, «постановка Ирвинга Рейса немного натянута в некоторых сценах, но в целом идёт в ногу с хорошо написанным сценарием».
По словам современного историка кино Денниса Шварца, Рейс поставил «глубокую по мысли и добрую по намерениям семейную драму», которая «исследует каждый из следующих моральных вопросов — беспринципная жадность, доведение верности своей семье до крайности, важность принятия ответственности за свои поступки и самоубийство». Как подчёркивает Шварц, «театральная пьеса сильно изменена по сравнению с экранной версией, делая её менее острой». И всё равно, по мнению автора рецензии, «в фильме поставлено так много важных общественных тем, что они способны заполнить эфир ток-шоу для целого сезона. Фильм ставит под вопрос патриотизм тех, кто получает от войны прибыль, и о том, как легко уйти в отрицание своих неправильных поступков, объясняя их действиями ради собственных детей». Как полагает Шварц, «хотя фильм и теряет часть силы пьесы Миллера, это всё равно западающая в память мелодрама с отличной игрой блестящего актёрского состава».
По словам Роба Никсона, «хотя тональность резких политических заявлений театральной драмы Миллера при перенесении пьесы на экран значительно снижена, эта киноверсия всё равно производит сильнейшее воздействие своей историей о семье, которая раздираема на части осознанием факта, что отец занимался получением военных прибылей, что напрямую привело к гибели многих молодых солдат, и косвенно к смерти его собственного сына».
По мнению Спенсера Селби, фильм показывает «мрачную сторону Срединной Америки, затрагивая два самых священных института — семью и бизнес». А кинокритик Майкл Кини отметил, что «фильм… по-прежнему производит сильное впечатление благодаря мощной драматической игре Робинсона и Ланкастера».
Майкл Костелло выразил сожаление, что «в качестве режиссёра этой социальной драмы Артура Миллера был избран Ирвинг Рейс, а не Элиа Казан, который поставил пьесу на Бродвейской сцене». По мнению критика, Казан «бы улучшил визуальные качества и повысил уровень актёрской игры». Как полагает Костелло, «ибсеновская тема семьи, запятнанной коррумпированным военным поставщиком, была, вероятно, более болезненной для публики в триумфальные послевоенные годы, чем кажется сегодня». В фильме довольно много разговоров которые могут звучать как болтовня, но «в целом это сочинение, создавшее репутацию Миллера как драматурга», сохраняет силу своего воздействия и сегодня. В самые важные моменты фильм достигает цели, в частности, сцена «мучительного признания Робинсоном своей вины может сравниться с лучшей работой в его карьере».

### Оценка актёрской игры
По мнению Краузера, «Робинсон превосходно показывает оттенки индивидуальности в маленьком крутом парне, у которого есть более мягкая сторона. Высокомерный, безжалостный и динамичный в те моменты, когда на карту поставлен его „бизнес“, он также нежен и внимателен среди тех, кого любит. Он отчётливо показывает полное недоумение человека, который не может оценить и осознать основные моральные обязательства личности перед обществом». С другой стороны, «Берт Ланкастер на удивление хорош в роли правильного сына этого коррумпированного человека, и, хотя временами он кажется немного туповатым, в этом нет ничего невероятного». Что касается других актёров, то «Луиза Хортон естественна в роли его возлюбленной, а Мади Кристианс сильно играет роль матери».
По мнению Шварца, «неоднозначный персонаж, которого играет Робинсон, демонстрирует как своё высокомерие, так и свои добродетели хорошего семьянина, но он не в состоянии понять, пока не станет слишком поздно, свою моральную обязанность делать то, что хорошо для общества». Как пишет Костелло, «Робинсон доминирует в фильме в роли крепкого, общительного и дружелюбного подрядчика, который почти убедил себя, что не сделал ничего плохого… Но когда опытный актёр находится за кадром, фильм кажется безжизненным, и серьёзные сцены между Ланкастером в роли разочарованного, мучимого совестью сына и Хортон в роли его возлюбленной кажутся особенно устаревшими».